# Herbert Breiter
Herbert Breiter (ur. 21 lutego 1927 w Kamiennej Górze, zm. 9 października 1999 w Salzburgu) – niemiecki malarz i litograf. 

## Życiorys
W 1944 rozpoczął studia w Akademii Sztuk Pięknych w Dreźnie, ale został zmobilizowany do służby wojskowej. Dwa lata później przystąpił do egzaminu wstępnego w Szkole Sztuki Użytkowej w Salzburgu, był to niezbędny warunek, aby mógł przebywać w Austrii, ponieważ oficjalnie był bezpaństwowcem. Nauki nigdy nie rozpoczął, aby móc się utrzymać zaczął malować, rzeźbić, pracował jako instruktor narciarstwa. W 1947 otrzymał obywatelstwo austriackie, rok później zaprzyjaźnił się z Gottfriedem von Einem i scenografem Casparem Neherem, dzięki ich protekcji został członkiem Art-Clubu. Po 1948 podróżował do Włoch, przebywał na wyspie Ponza, gdzie tworzył krajobrazy i ceny rodzajowe. W 1951 był założycielem tzw. "Grupy Salzburskiej", równocześnie pobierał naukę u Maxa Peiffer Watenphula. Poznał wówczas Agnes Muthspiel, z którą wspólnie tworzył do 1958. W 1952 poznał w Wiedniu Hansa Weigla. W 1957 otrzymał nagrodę na „VI Austriackim Konkursie Grafiki” oraz stypendium Theodor Körner Foundation, rok później został członkiem salzburskiego związku artystów oraz otrzymał własną profesjonalną pracownię malarską. W 1965 ukazał się katalog jego twórczości z lat 1949-1965, w następnym roku poślubił Bürgi Lobisser. Od 1975 regularnie podróżował do Włoch, odwiedzał Styrię oraz grecki Półwysep Mani. Pod koniec życia poważnie chorował, zmarł w Salzburgu mając 72 lata. 

## Twórczość
Najczęstszym motywem Herberta Reitera są pejzaże śródziemnomorskie, widoki morza, plaż, gajów oliwnych oraz winnic w Styrii. Stosował jaskrawe barwy, aby pokazać radość życia, piękno przyrody oraz codzienne widoki, których ludzie nie zauważają. 